# Balud
Balud è una municipalità di quarta classe delle Filippine, situata nella Provincia di Masbate, nella Regione di Bicol.
Balud è formata da 32 baranggay:
- Baybay (Lumocab)
- Bongcanaway
- Calumpang
- Cantil
- Casamongan
- Danao
- Dao
- Guinbanwahan
- Ilaya
- Jangan
- Jintotolo
- Mabuhay (Bongcanaway III)
- Mapili
- Mapitogo
- Pajo
- Palane

- Panguiranan
- Panubigan
- Poblacion (Balud)
- Pulanduta
- Quinayangan Diotay
- Quinayangan Tonga
- Salvacion
- Sampad
- San Andres (Quinayangan Dacul)
- San Antonio
- Sapatos
- Talisay
- Tonga
- Ubo
- Victory (Victoria)
- Villa Alvarez